# Borg (Hausschwein)
Als Borg, Bork, Barg oder Barch (von mittelhochdeutsch barc: ‚[männliches] verschnittenes Schwein‘; landschaftlich auch Bark, Kunze oder Pölk) wird ein bis zur sechsten Lebenswoche oder generell ein kastrierter Eber bezeichnet. Die betäubungslose Kastration war in Deutschland nur bis 13. Juli 2013 erlaubt. Bereits am 25. April 2006 wurde sie auf unter acht Tage alte männliche Schweine beschränkt.
Eber, die wenige Wochen vor der Schlachtung kastriert werden, nennt man Altschneider oder Spätschneider.
Das Schmalz vom verschnittenen Schwein (mittelhochdeutsch bergīn smër) fand therapeutische Anwendung.